# Откровения незнакомцу
«Откровения незнакомцу» (фр. Confidences à un inconnu) — российско-французский фильм 1995 года по повести Валерия Брюсова «Последние страницы из дневника женщины».
Фильм — первый продюсерский проект кинокомпании «СТВ». Также это единственный художественный фильм из тех, что продюсировал Алексей Балабанов.

## Сюжет
По повести Валерия Брюсова «Последние страницы из дневника женщины».
1907 год, Россия, Санкт-Петербург. Молодая, весьма обеспеченная женщина Наталья ведёт, как кажется, вполне счастливую обеспеченную жизнь. Её муж — известный петербургский дантист. У неё два любовника — художник и юноша-революционер. Но загадочное убийство мужа меняет всё.

## В ролях
- Сандрин Боннер — Наталья
- Уильям Хёрт — незнакомец
- Ежи Радзивилович — Модест
- Александр Кайдановский — Крючков, следователь
- Мари Дюбуа — мать
- Марина Головина — Лидия
- Денис Синявский — Володя
- Лариса Гузеева — Катя
- Светлана Крючкова — Ольга
- Светлана Исаева — Глаша
- Сергей Заморев — Виктор
- Сергей Русскин — сыщик
- Ольга Онищенко — Маша
- Алексей Нилов — Дмитрий
- Георгий Штиль — продавец птиц
- Борис Тетерин — Павел
- Владимир Богданов — Иван
- Сергей Юрский — инспектор
- Александр Новиков — первый полицейский
- Иван Шведов — второй полицейский
- Виктор Колпаков — Камаренко
- Ольга Волкова — эпизод
- Геннадий Богачёв — эпизод

## Съёмки
Первый продюсерский проект кинокомпании «СТВ» и её директора Сергея Селянова в сотрудничестве с Алексеем Балабановым, для которого фильм стал единственной продюсерской работой в формате игрового кино.
Сергей Селянов и Алексей Балабанов были на фильме исполнительными продюсерами — «так называемый сервис, обеспечение съемочного процесса».
Фильм был дебютным и оставшимся в итоге единственным фильмом Жоржа Бардавила как режиссёра — он в 1960-е был сосценаристом трёх фильмов, пробовал себя как писатель, журналист, фотограф, держал в Париже фотогалерею и ресторан.
На работу Селянов с Балабановым согласились по ряду причин: интересный сценарий — «страстная история с сильными женской и мужской ролями», участие иностраанных звёзд и крупных отечественных артистов, участие выдающиегося оператора Юрия Клименко, который «привозил давно уже не употреблявшиеся, огромные ДИГи — осветительный прибор КПД-50». Кроме того это была хоть какая-то деятельность в сфере кино в 1990-е годы, когда российское кинопроизводство встало, и возможность заработать: так, на гонорар от съемок, по европейским меркам маленький, но в России 1990-х достаточный, Алексей Балабанов, до этого снимавший комнату в коммуналке, купил себе квартиру.
При этом, по словам Сергея Селянова, получилось так, что некоторые съёмочные планы выбирал Алексей Балабанов — пришлось обмануть француза-режиссёра:

Режиссером оказался дебютант в 62 года Жорж Бардавиль. Он владел ресторанным бизнесом, и вот решил снять кино. В конце концов, все бывает… И он приехал… Мы видим, человек неопытный. И я Леше говорю, покажи ему места, конкретные точки, чтобы хоть картинка была. Никто ведь лучше Алёши Петербург не снимал, а действие происходит в Петербурге… Алёша показывает точку: эпизод, отсюда вот так, объясняет. Бардавиль стоит, наливается красным и — разворачивает камеру ровно на 180˚ относительно того, что предлагает Балабанов. Ставит в какое-то бессмысленное место. Раз, другой, третий… Мы не сразу осознали, что он идиот просто. Упрямство вообще нормально для режиссеров. Но в таких дозах! Конечно, он не был в состоянии оценить того, что ему предлагали. Потому что не режиссер. В конце концов, я сдался: раз не надо?.. Потом, ведь все-таки была надежда, что это будет заметный фильм, я сказал Алеше: попробуй ему предлагать ровно наоборот. Сработало на 100 %!.. Да, вот такие бывают люди.
Со съёмками фильма связано появления бренда компании «СТВ» — по завершении съемок Сергей Селянов в подарок французам купил несколько сувениров-статуэток, но одна осталась — она-то и стала фигурой на заставке фильмов компании.

## Критика
Итальянский кинокритик Морандо Морандини заметил, что хотя фильм российско-французский, с европейским финансированием,

но, в сущности, фильм — русский: история, атмосфера (Санкт-Петербург), продюсеры, постановщики, техники и некоторые актёры.
Оригинальный текст (итал.)ma, in buona sostanza, un film russo per storia, ambientazione (San Pietroburgo), produzione, regia, tecnici e alcuni attori.

Журнал «Les Inrockuptibles» сравнивал фильм с фильмом «Любовь и смерть» Вуди Аллена.
Критики, как правило, негативно оценивали фильм, признавая заслуги и сценария, и декораций, которые теряются в неумелой режиссуре и в скромной актёрской игре ведущих актеров.

Фильм странный, появился как результат случайной встречи между сценарием и режиссёром Жоржем Бардавилем, который после долгой карьеры в прессе начал приключение — первый фильм — в возрасте, когда некоторые подумывают о пенсии. Чтобы ничего не упрощать, этот первый фильм — «русский», снятый в Санкт-Петербурге, с парой звёзд среди остальных актёров: Сандриной Боннэр и Уильямом Хертом, чьё участие, безусловно, привлекло продюсеров и финансистов.
Оригинальный текст (фр.)Confidences à un inconnu est un film étrange, né de la rencontre entre un sujet et son metteur en scène Georges Bardawil qui, après une longue carrière dans la presse, s’est lancé dans une aventure — un premier film — à un âge où certains envisagent la retraite. Pour ne rien simplifier, c’est un premier film " russe ", tourné à Saint-Pétersbourg, interprété par un couple de vedettes hors du commun, Sandrine Bonnaire et William Hurt, dont la présence a certainement séduit producteurs et financiers.
— «Le Figaro magazine»

Сумбурная, хотя и милая, драма о истории произошедшей в 1907 году в Санкт-Петербурге. Снятая там, эта франко-язычная картина показывает в главной роли Сандрин Боннэр как аристократическую вдову, подозреваемую в убийстве мужа. Уильям Болт, неловко названный французом, оказывается флегматичным незнакомцем, который мог или не мог догадаться о её причастности к преступлению. Боннер обладает и очарованием, и должным образом холодной аурой, к которой призывает её роль, и дизайн костюмов Натальи Ивановой впечатляет, но фильм слишком лениво дрейфует взад и вперед от истории любви к тайне, и его окончание кажется странно сокращённым.
Оригинальный текст (англ.)...this muddled, though amiable, period drama set in 1907 St. Petersburg. Shot on location, this French-language picture stars Sandrine Bonnaire as an aristocratic widow suspected of murdering her husband. William Hurt, dubbed awkwardly into French, turns up as a phlegmatic stranger who may or may not have guessed her involvement in the crime. Bonnaire has both the allure and the properly cold aura called for by her role and Natacha Ivanova’s costume design is impressive, but the film drifts too lazily back and forth from love story to mystery and its ending seems oddly abbreviated.
— «The Film Journal», 1995
Кинокритик Александр Фёдоров обращал особое внимание на участие в фильме Александра Кайдановского — роль в фильме стала последней для этого актёра и режиссёра, при этом указывая, что как раз незадолго до съёмок в фильме он входил в члены жюри Каннского кинофестиваля 1994 года.